# (736) Harvard
Pour les articles homonymes, voir Harvard.
(736) Harvard est un astéroïde de la ceinture principale découvert le 16 novembre 1912 par l'astronome américain Joel Metcalf.
Sa désignation provisoire était 1912 PZ.